# Eduard Högl
Eduard Högl (* 5. Juni 1875 in Oldenburg; † 3. April 1939 in Rapallo) war ein Jurist, Oldenburgischer Oberlandesgerichtsrat und von 1931 bis 1939 Präsident des Oberlandesgerichts Oldenburg.

## Leben und Karriere
Högl entstammte einer Bildhauerfamilie, die sich am Beginn des 19. Jahrhunderts in Oldenburg niedergelassen hatte. Sein Urgroßvater Franz Anton Högl (1769–1859) stammte aus Warschau und war bereits dort ein angesehener Bildhauer. Er kam 1804 nach Oldenburg.
In Oldenburg besuchte Högl das Gymnasium, an dem er 1894 das Abitur bestand. In der Folgezeit studierte er in Heidelberg, München und Berlin Rechtswissenschaften. 1897 legte er vor dem Prüfungsamt des Oberlandesgerichts Oldenburg die 1. juristische Staatsprüfung ab. Nach seiner Militärdienstzeit (1897–1898) absolvierte er im Oberlandesgerichtsbezirk Oldenburg seinen juristischen Vorbereitungsdienst, den er 1902 mit der großen juristischen Staatsprüfung abschloss. Im selben Jahr trat er in den Oldenburgischen Justizdienst, war zunächst kurze Zeit als Gerichtsassessor beim Landgericht Oldenburg tätig und wechselte 1903 als Amtsrichter an das Amtsgericht des Amtes Butjadingen in Ellwürden in der Gemeinde Abbehausen. 1907 kehrte er an das Landgericht nach Oldenburg zurück, wo er 1913 zum Landgerichtsrat befördert wurde. Am Ersten Weltkrieg nahm er als Offizier der Landwehr teil und geriet 1915 in russische Kriegsgefangenschaft, aus der er erst Ende 1920 zurückkehrte. Danach nahm er seine Tätigkeit am Landgericht Oldenburg wieder auf. 1924 wurde Högl zum Oberlandesgerichtsrat beim Oberlandesgericht Oldenburg befördert und zugleich zum Stellvertreter des Oberlandesgerichtspräsidenten ernannt.
1931 erfolgte seine Ernennung zum Oberlandesgerichtspräsidenten und damit zum höchsten Richter im Freistaat Oldenburg. Zugleich war er Vorsitzender des oldenburgischen juristischen Staatsprüfungsamtes, des Dienstgerichts und des im Dritten Reich eingerichteten Erbhofgerichts. Während seiner Amtszeit setzte die Einflussnahme der nationalsozialistischen Machthaber auf die Justiz ein, durch die insbesondere seit 1935 die persönliche und sachliche Unabhängigkeit der Richter zunehmend beeinträchtigt wurde. Högl war bereits im Mai 1933 Mitglied der NSDAP und scheint auch entsprechend tätig geworden zu sein. So untersagte er am 1. Oktober 1935 dem oldenburgischen Notar Ernst Löwenstein die Fortführung seiner Geschäfte aufgrund seines jüdischen Glaubens. In seinem direkten beruflichen Umfeld als Richter kritisierte er allerdings in Berichten an das Reichsjustizministerium die unangemessene Berücksichtigung nationalsozialistischer Vorstellungen in Gerichtsentscheidungen. Er litt in seinen letzten Lebensjahren an einer schweren Herzerkrankung, an der er während eines Erholungsaufenthalts in Rapallo verstarb. Ihm folgte Kurt Reuthe im Amt als Oberlandesgerichtspräsident.

## Familie
Högl heiratete 1911 Emma Gramberg (1888–1960), die Tochter des oldenburgischen Ministerialrats Otto Friedrich Gramberg (1856–1946). Die Ehe blieb kinderlos.